# Sechura
Sechura é uma cidade do Peru, situada na região de Piura. Capital da província homônima, sua população em 2017 foi estimada em 33.134 habitantes.